# Episodi di Squadra Speciale Cobra 11 (ventitreesima stagione)
La ventitreesima stagione della serie televisiva Squadra Speciale Cobra 11 è stata trasmessa in prima visione assoluta in Germania sul canale RTL dal 13 settembre al 6 dicembre 2018 (stagione 44 di RTL) e successivamente dal 21 marzo al 6 giugno 2019 (stagione 45).
In Italia i primi tre episodi sono andati in onda su Rai 2 dal 6 al 20 agosto 2019. I restanti sono stati trasmessi dal 23 giugno all’11 agosto 2020.
| nº | Titolo originale        | Titolo italiano        | Prima TV Germania | Prima TV Italia |
| -- | ----------------------- | ---------------------- | ----------------- | --------------- |
| 1  | Most Wanted             | Ricercata              | 13 settembre 2018 | 6 agosto 2019   |
| 2  | Harte Schule            | Il clan Badù           | 20 settembre 2018 | 20 agosto 2019  |
| 3  | Showtime für Paul       | Paul in scena          | 27 settembre 2018 | 20 agosto 2019  |
| 4  | 5 vor 12                | Mezz'ora a mezzogiorno | 4 ottobre 2018    | 23 giugno 2020  |
| 5  | Hetzjagd auf Semir      | Caccia a Semir         | 11 ottobre 2018   | 30 giugno 2020  |
| 6  | Bombenstimmung          | Allarme bomba          | 18 ottobre 2018   | 7 luglio 2020   |
| 7  | Das Power-Paar          | La forza della coppia  | 25 ottobre 2018   | 14 luglio 2020  |
| 8  | Amnesie                 | Amnesia                | 1º novembre 2018  | 14 luglio 2020  |
| 9  | Weiberfastnacht         | Vendetta in maschera   | 8 novembre 2018   | 21 luglio 2020  |
| 10 | Schutzengel             | L'angelo rosso         | 29 novembre 2018  | 21 luglio 2020  |
| 11 | Zwischen Leben und Tod  | Tra la vita e la morte | 6 dicembre 2018   | 28 luglio 2020  |
| 12 | Endstation              | Capolinea              | 21 marzo 2019     | 28 luglio 2020  |
| 13 | Feuerprobe              | Il primo giorno        | 28 marzo 2019     | 4 agosto 2020   |
| 14 | Die Liste               | La lista               | 4 aprile 2019     | 4 agosto 2020   |
| 15 | Die Wächter von Engonia | I guardiani di Engonia | 25 aprile 2019    | 5 agosto 2020   |
| 16 | Schuld                  | Senso di colpa         | 16 maggio 2019    | 5 agosto 2020   |
| 17 | Der Klient              | Il cliente             | 23 maggio 2019    | 11 agosto 2020  |
| 18 | Die besten letzten Tage | Il farmaco             | 6 giugno 2019     | 11 agosto 2020  |

## Ricercata
- Titolo originale: Most Wanted

### Trama
Semir e Paul si recano in missione non ufficiale a Budapest per aiutare l’ex collega Jenny Dorn, finita nei guai: la donna è indagata dall'agente Karen Morris dell'FBI per la scomparsa di David Bartok, suo ex fidanzato e figlio di un magnate ungherese. Il trio dovrà fare affidamento solo sulle proprie capacità, senza sapere nulla sui criminali e sull'obiettivo finale.
- Ascolti Italia: telespettatori 840.000 - share 5,25%[2]

## Il clan Badù
- Titolo originale: Harte Schule

### Trama
Semir e Paul, mentre tengono una lezione all'Accademia di Polizia in cui studia Dana, la figlia di Gerkhan, assistono ad un omicidio. Un cadetto viene pugnalato a morte nel campus e sospettano che i colpevoli siano membri del clan di Sonny Badu, una pericolosa famiglia mafiosa libanese. Badu prende di mira anche Dana, spingendo Semir e Paul a salvarla. I due agenti scoprono l’obiettivo del boss: vendicare la morte del figlio. Lotteranno contro l'orologio per impedire che Dana venga uccisa. A fine episodio Dana si diplomerà a pieni voti, diventando così una poliziotta.
- Ascolti Italia: 902.000 telespettatori – share 5,05% [3]

## Paul in scena
- Titolo originale: Showtime für Paul

### Trama
Semir e Paul si recano in una discoteca per incontrare Marc, un ex poliziotto amico di Paul. Marc, che lavora come spogliarellista, viene rapito. I due inseguono i rapitori ma arrivano tardi: il furgone in cui si trova Marc esplode per un incidente stradale; lo spogliarellista, però, era già morto per un colpo di pistola. Paul scopre che Marc collaborava con un gruppo di spogliarellisti e gigolò, che ricatta le clienti per soldi con la minaccia di divulgare foto e video. Paul decide di prendere il suo posto nel gruppo infiltrandosi sotto copertura. Qui scopre che Marc era innamorato di una cliente e voleva dire tutto alla polizia. Si capirà che il manager del gruppo è anche l'assassino. 
- Ascolti Italia: 754.000 telespettatori – share 4,88% [3]

## Mezz'ora a mezzogiorno
- Titolo originale: 5 vor 12

### Trama
Dopo un terremoto, scoppia il caos: una diga sopra il villaggio ha delle crepe. Sull'autostrada, invece, nessuno sembra essere ferito fino a quando Semir e Paul scoprono il cadavere del chimico Oli Nieder nel bagagliaio di una macchina. Nelle loro indagini, i poliziotti incontrano un collega di Nieder, che li avverte di un altro terremoto che potrebbe rompere la diga già danneggiata. Inizia una corsa contro il tempo per catturare gli assassini di Nieder.
- Ascolti Italia: 1.027.000 telespettatori - share 4,55%[4]

## Caccia a Semir
- Titolo originale: Hetzjagd auf Semir

### Trama
Semir è in fuga dalla polizia. L'investigatore della dogana Winter con cui lui aveva litigato violentemente, viene ucciso e Semir è il principale indiziato. Durante il trasferimento in prigione, scappa per dimostrare la sua innocenza.
- Ascolti Italia: 757.000 telespettatori - share 3,47%[5]

## Allarme bomba
- Titolo originale: Bombenstimmung

### Trama
Dopo che la sua macchina è stata fatta saltare in aria da una mina, Semir si sveglia legato a una sedia in un posto sconosciuto. Collegato tramite videotelefono con Paul, uno sconosciuto fornisce suggerimenti per una perfida caccia al tesoro: tre bombe pacco verranno consegnate a Colonia. Per ogni pacco, Paul avrà a disposizione 30 minuti per trovare la bomba e disinnescarla. Le vittime non saranno selezionate a caso e i crimini portano una firma familiare.
- Ascolti Italia: 761.000 telespettatori - share 3,64%[6]

## La forza della coppia
- Titolo originale: Das Power-Paar

### Trama
Semir e Paul assistono a un omicidio. Le ultime parole della vittima li conducono in un monastero, dove devono partecipare a un seminario di squadra per scoprire, sotto copertura, il colpevole. Quando il seminario si rivela essere non solo un seminario di squadra ma anche di coppia, i due devono fingere di essere una coppia omosessuale per non far saltare la loro copertura.
- Ascolti Italia: 1.016.000 telespettatori - share 4,84%[7]

## Amnesia
- Titolo originale: Amnesie

### Trama
In autostrada Paul e Jenny trovano un uomo in stato confusionale. Jenny riconosce nell'uomo suo fratello Patrick, ma lui non ricorda nulla di quello che possa essere successo, ma la pistola che tiene in mano potrebbe significare che abbia ucciso qualcuno. Successivamente Jenny e Paul scoprono un cadavere. Il fratello di Jenny è il primo sospettato.
- Ascolti Italia: 940.000 telespettatori - share 5,05%[7]

## Vendetta in maschera
- Titolo originale: Weiberfastnacht

### Trama
Semir, Paul e Jenny sono a una festa di carnevale. All'improvviso, vengono derubati da malviventi travestiti da clown che rubano, tra tante cose, anche la fede nuziale di Semir. Indagando scoprono che la banda è composta da tre donne.
- Ascolti Italia: 801.000 telespettatori - share 4,09%[8]

## L'angelo rosso
Titolo originale: Schutzengel

### Trama
Semir e Paul inseguono un uomo pieno di sangue che entra in una chiesa non molto lontana dall'autostrada. Il parroco nega di aver visto l'uomo, che poco prima sembra abbia ucciso qualcuno, e rivela che anche se sapesse qualcosa, non potrebbe dire nulla, a causa del segreto confessionale. Paul e Semir scoprono che la moglie e la figlia dell'uomo morto sono tenute ostaggio. A quanto pare, l'uomo è stato ricattato. Indagando scoprono che "l'Angelo Rosso", un ricercato killer mafioso è il responsabile del rapimento della famiglia e dell'omicidio.
- Ascolti Italia: 728.000 telespettatori - share 4,44%[8]

## Tra la vita e la morte
- Titolo originale: Zwischen Leben und Tod

### Trama
Durante l'inseguimento di un sequestratore, avviene un incidente gravissimo. Semir rimane ferito in modo così grave che entra in coma. Insieme a Jenny, Paul riesce ad arrestare il fuggitivo. Egli tuttavia, nega di aver qualcosa a che fare con il rapimento di una bambina. Inizia un duello spietato. Ma Paul non sospetta che allo stesso tempo anche Semir stia cercando nei suoi ricordi degli indizi per trovare la ragazza rapita, mentre i medici combattono per la sua vita.
- Ascolti Italia: 680.000 telespettatori - share 3,39%[9]

## Capolinea
- Titolo originale: Endstation

### Trama
Semir e Paul vengono incaricati di scortare Kemper, un macchinista che secondo le accuse è responsabile di un disastro ferroviario. L’uomo deve presentarsi in tribunale per un’udienza segreta, ma alcuni uomini armati prendono diversi ostaggi nel Comando per scoprire il percorso della scorta. In seguito, Semir e Paul finiscono nel mirino di chi vuole uccidere Kemper, mentre Jenny scopre che i sicari sono alcuni sopravvissuti all’incidente ferroviario.
- Ascolti Italia: 665.000 telespettatori - share 3,84%[9]

## Il primo giorno
- Titolo originale: Feuerprobe

### Trama
Un gruppo di criminali ha preso d’assalto un tir che trasportava fusti vuoti: Dana cerca di dimostrare il proprio valore sul campo. Durante l’analisi del mezzo viene ritrovato un dispositivo in grado di accedere a qualsiasi tipo di sistema. Mentre Dana viene avvicinata da uno dei criminali, la squadra risale a Nahit come responsabile dell’assalto. Dana decide poi di fare di testa sua e viene prelevata dai criminali, che hanno in ostaggio anche Finn. Riesce però a mettersi in contatto con Semir, che si precipita sul posto per salvare entrambi. Finn tuttavia viene colpito da una pallottola nello stomaco, ma riesce a sopravvivere. Grazie all’arresto di uno dei criminali, la squadra trova anche i suoi complici. 
- Ascolti Italia: 1.137.000 telespettatori - share 5,61%[10]

## La lista
- Titolo originale: Die Liste

### Trama
Nina, amica di Andrea, consegna a quest'ultima una lista di nomi femminili, prima che qualcuno cerchi di ucciderla. Anche se Andrea cerca di salvare l’amica, la donna perde la vita nell’inseguimento in auto a causa dell’esplosione del mezzo. Anche il documento viene perso fra le fiamme, ma la squadra riesce a trovare il nome di Fiona grazie agli ultimi SMS della vittima. La donna però è già stata uccisa. Intanto, Andrea decide di sottoporsi a una seduta di ipnosi per ricordare i nomi presenti sulla lista. Semir invece scopre che tutte le potenziali vittime si sono sottoposte a interventi estetici a basso costo. Seguendo gli indizi dell’ipnosi, Andrea si ricorda il nome Adelina e si imbatte nel suo killer. L’uomo la prende in ostaggio all’arrivo di Semir e Paul. Più tardi, Adelina confessa a Paul di aver assistito alla morte di una paziente durante un intervento fatto dal dottor Wagner. Quest’ultimo uccide l’assassino non appena si ritrova con la pistola puntata contro. Nella colluttazione, spara però anche al padre e poi prende Andrea in ostaggio. Questa volta la donna gli ruba la pistola e aiuta Semir nell’arresto del medico.
- Ascolti Italia: 1.025.000 telespettatori - share 5,77%[10]

## I guardiani di Engonia
- Titolo originale: Die Wächter von Engonia

### Trama
Durante un gioco di ruolo in un castello viene rapita una donna. Semir e Paul si infiltrano tra i partecipanti, che indossano costumi medievali, per trovare la donna, senza sospettare che i criminali stanno pianificando qualcosa di molto pericoloso.
- Ascolti Italia: 996.000 telespettatori - share 4,88%[11]

## Senso di colpa
- Titolo originale: Schuld

### Trama
Il fratello maggiore di Semir, Kemal, torna da un viaggio intorno al mondo. Quando Semir e Paul lo vanno a prendere all'aeroporto, un'attivista ambientalista e amica di Kemal viene attaccata da un killer professionista. I due poliziotti riescono a salvarla, ma la donna finisce in coma.
- Ascolti Italia: 835.000 telespettatori - share 4,66%[11]

## Il cliente
- Titolo originale: Der Klient

### Trama
Un avvocato difensore assiste ad una rapina in una gioielleria, sfruttata per uccidere il titolare. Semir e Paul indagano sull’accaduto. Più tardi, l’avvocato viene avvicinata da Gerald Zorg, che aveva partecipato alla rapina. L'avvocato realizza che il suo cliente, prima di morire, le ha dato delle indicazioni su una cassetta magnetica. I due ispettori realizzano poi che la mente di tutto è Zorg. Quest’ultimo però ha rapito l'avvocato per obbligare Semir e Paul a consegnargli i soldi che gli spettavano. A consegna avvenuta, Semir si lancia nell’inseguimento dei criminali, mentre Paul è costretto a rischiare la vita per salvare l'avvocato.
- Ascolti Italia: 1.091.000 - share 6,19%[12]

## Il farmaco
- Titolo originale: Die besten letzten Tage

### Trama
Paul riceve una telefonata dal medico del padre e una volta in clinica, sorprende dei ladri a rubare. Il caso si concentra sulla cura sperimentale fatta a Klaus, il padre di Paul, che intanto scopre di essere stato escluso dal programma. Si introduce così di nascosto nella clinica e ruba una confezione di farmaci, non sapendo che il medicinale ha aumentato le probabilità di morte improvvisa. Mentre i produttori del farmaco cercano di ucciderlo, Klaus decide di partire da solo e lascia una lettera d’addio alla famiglia. Poi si mette in viaggio con il camper. Intanto, Paul scopre che la madre ha sostituito di nascosto le pillole del marito. Successivamente Paul e Semir cercano di arrestare i responsabili.
- Ascolti Italia: 1.104.000 - share 6,95%[12]